# Jacob Thychosen
Jacob Thychosen (født 25. maj 1983 i Vejle) er en dansk tidligere professionel fodboldspiller, der spillede som midterforsvarer for FC Fredericia og for Vejle Boldklub. Jacob Thycosen er endvidere uddannet skolelærer og underviser nu på Vejle Idrætsefterskole.

## Fodboldkarriere
Jacob Thychosen er søn af tidligere landsholdsspiller, Steen Thychosen. Jacob Thychosen debuterede den 18. marts 2001 for Vejles førstehold i en kamp mod Brønshøj Boldklub, som VB tabte 2-3 på hjemmebane. Siden blev det til 62 divisionskampe for Vejle inden skiftet til FC Fredericia i vinterpausen 2005-2006. Han spillede i Fredericia i næsten ti sæsoner, inden han indstillede sin karriere i sommeren 2015 efter 144 kampe for klubben og til slut som anfører for førsteholdet.
Efter sin aktive karriere begyndte Thychosen en trænerkarriere i Vejles ungdomsafdeling samtidig med sit lærerjob. I 2020 blev han transitionstræner, hvis opgave det er at lette overgangen fra ungdomsrækkerne til førsteholdet, ligeledes i Vejle Boldklub.